# En vivo desde el corazón de México
En vivo desde el corazón de México es el primer álbum en vivo del grupo vocal español El Consorcio, grabado en 2003. Es un disco grabado en directo durante una gira en México donde el grupo repasa los éxitos de las carreras de cada uno de los integrantes antes de formar El Consorcio e incluye algunos temas que popularizase el grupo en los años 90.

## Canciones
1. La otra España: tema de Mocedades de 1975 - 3:23
2. Con todos menos conmigo: tema de Iñaki Uranga de 1986 - 3:23
3. Piel/Búscame: temas de Sergio y Estíbaliz de 1974 - 4:15
4. Palabras de amor: tema de Amaya Uranga de 1986, versión castellana de Paraules d'Amor, tema del célebre cantautor Joan Manuel Serrat - 3:50
5. La llamada: tema de Sergio y Estíbaliz de 1976 - 3:24
6. Le llamaban loca: tema de Mocedades de 1982 - 3:20
7. Dónde estás corazón: tema de Mocedades de 1982 - 4:03
8. Popurrí Mocedades: incluye los temas El Vendedor, Eres tú, Tómame o déjame y Amor de hombre de dicho grupo - 6:51
9. Qué pasará mañana: tema de Mocedades de 1975 - 2:26
10. Un viejo amor - 1:47
11. Dos cruces - 1:46
12. Dos arbolitos - 2:23
13. Quién te cantará: tema de Mocedades de 1978 - 1:42
14. Si no te hubieras ido: versión de un tema de Marco Antonio Solís "El Buki". - 4:54
15. Desde que tú te has ido: tema de Mocedades de 1981 - 3:00
16. Así fue nuestro amor: tema de Mocedades de 1983, versión castellana de Annie's Song de John Denver - 2:35
17. Amor no me quieras tanto - 2:55
18. Agua del pozo - 3:40
19. El chacachá del tren - 2:32
20. Secretaria: tema de Mocedades de 1976 - 3:23
21. Cantemos así (Aleluya): tema de Los Mitos - 2:50
22. Eres tú: tema de Mocedades de 1973 - 4:06

- Datos: Q5832217